# Esomus
Esomus es un género de peces de la familia Cyprinidae y de la orden de los Cypriniformes.

## Especies
- Esomus ahli Hora & Mukerji, 1928
- Esomus altus (Blyth, 1860)
- Esomus barbatus (Jerdon, 1849) (South Indian flying barb)
- Esomus caudiocellatus C. G. E. Ahl, 1923
- Esomus danricus (F. Hamilton, 1822) (Flying barb)
- Esomus lineatus C. G. E. Ahl, 1923 (Striped flying barb)
- Esomus longimanus (Lunel, 1881) (Mekong flying barb)
- Esomus malabaricus F. Day, 1867
- Esomus malayensis C. G. E. Ahl, 1923 (Malayan flying barb)
- Esomus manipurensis Tilak & Jain, 1990
- Esomus metallicus C. G. E. Ahl, 1923
- Esomus thermoicos (Valenciennes, 1842)

- Datos: Q538585
- Multimedia: Esomus / Q538585